# ホプステン

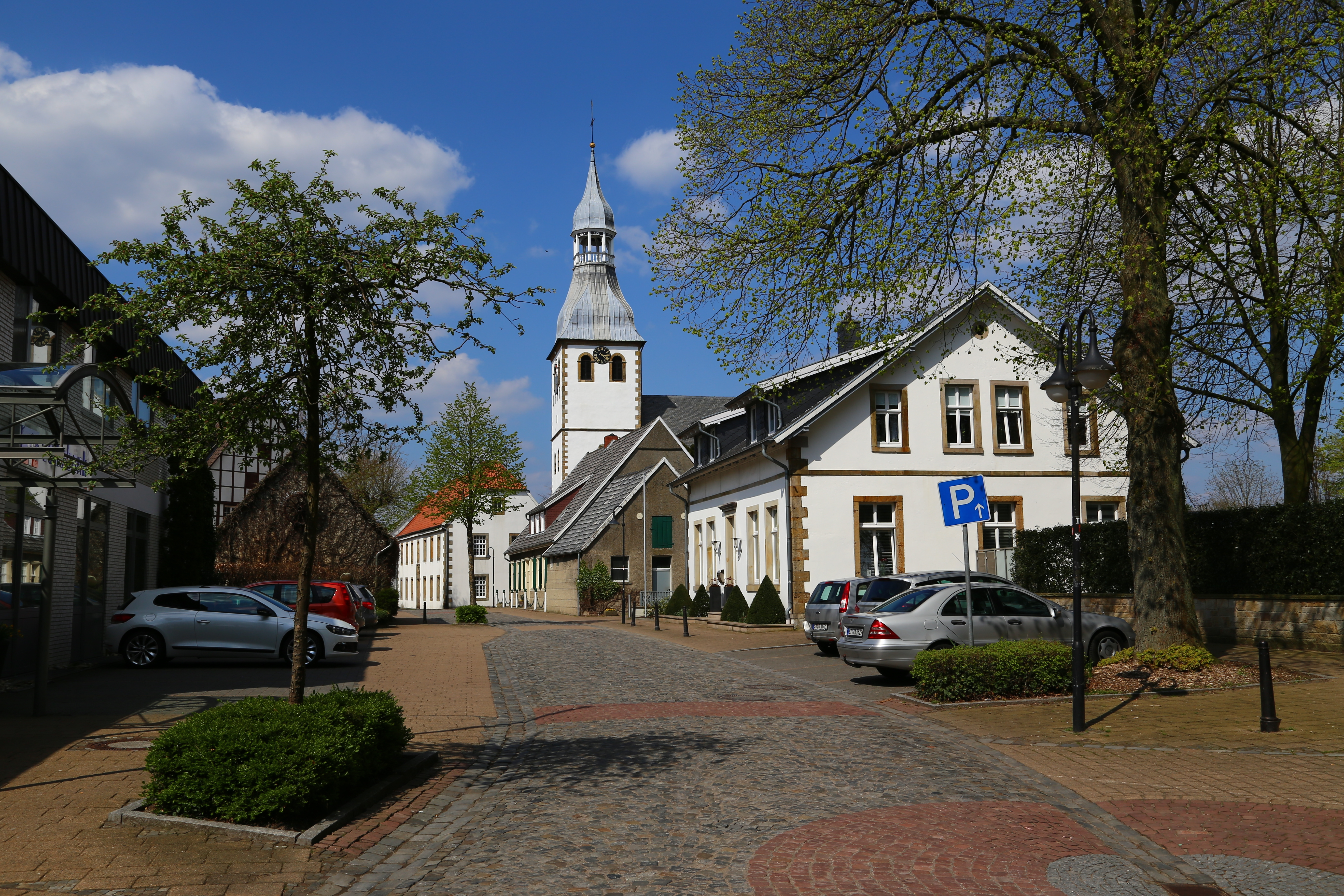
ホプステンの町の中心部ブレニンクマイヤー通り

ホプステン (ドイツ語: Hopsten)は、ドイツ連邦共和国ノルトライン＝ヴェストファーレン州ミュンスター行政管区のシュタインフルト郡に属す町村（以下、本項では便宜上「町」と記述する）である。この町は、テックレンブルガー・ラントのヴェストファーレン部分の北端に位置しており、「ヴェストファーレンの門」と呼ばれる。この町は、1975年からテッデンドルフ・ホプステンの他、シャーレ地区とハルフェルデ地区を含む。

## 地理

### 位置
ホプステンは、テックレンブルガー・ラントの北端に位置し、現在も農業を主体とする町である。シャーレ地区は、隣接するニーダーザクセンにスパイクのように突き出しており、このことから「ヴェストファーレンへの門」と呼ばれる。町の南には、地質学上沈み込んだ地域にあたるハイリゲス・メーア＝ハウプテン自然保護区が位置している。北と西はエムスラントに、東はオスナブリュッカー・ラントにつながる。その立地から、昔は多くのホプステン住民が「ホラントゲンガー」としてオランダへ出稼ぎに行った。さらに「テッデン」と呼ばれる行商人としてオランダに商品を運んで行った。このためホプステンは現在でも習慣的に「テッゲンドルフ」という呼び名が残っている。

### 地形、山、川

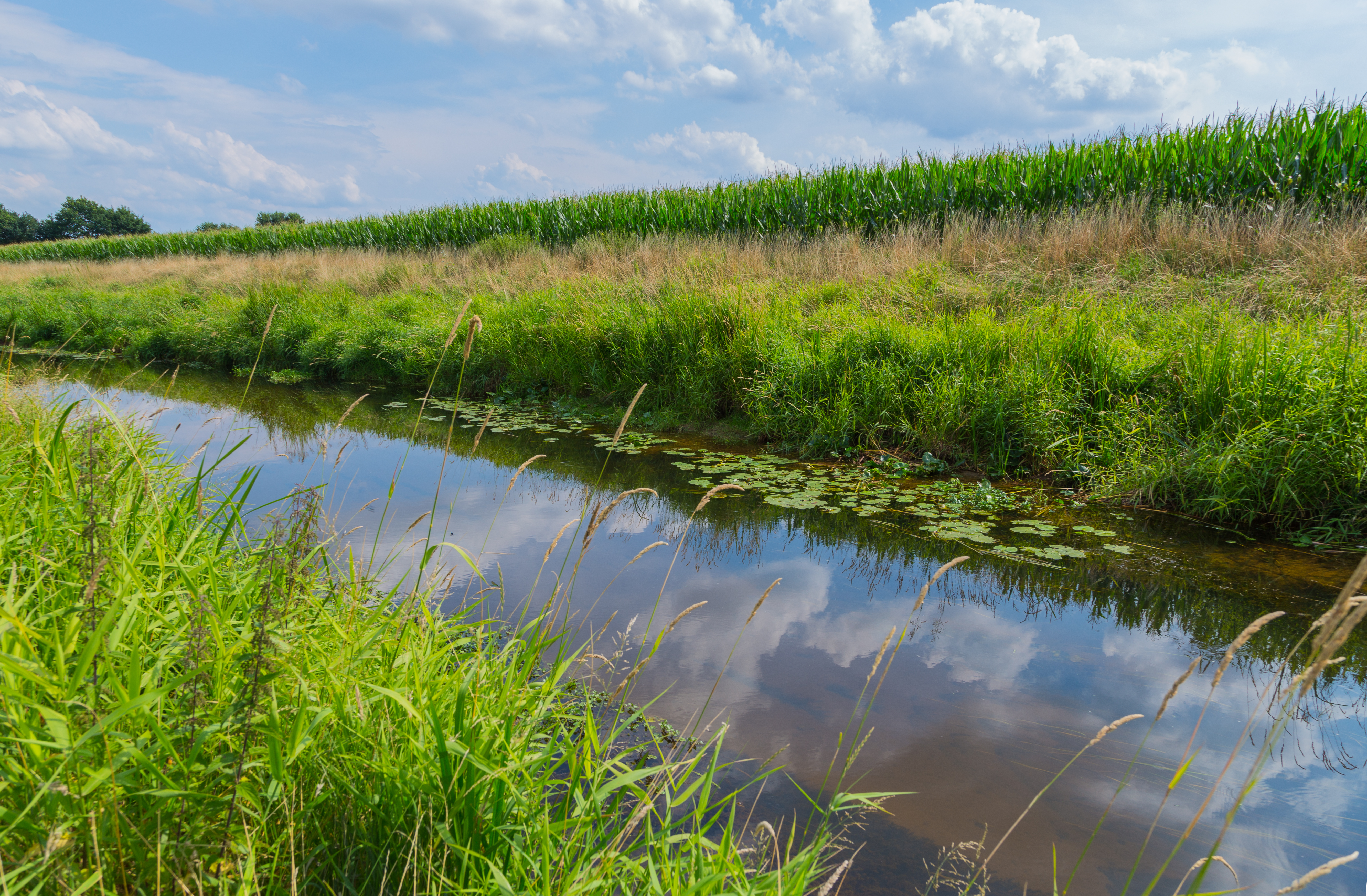
ホプステナー・アー川

ホプステンは、北ドイツ平野の下位カテゴリ「プラントリュナー・ザントエベーネ」に位置している。町域の北部には、氷河時代に形成された砂の丘陵地（エンドモレーン）であるリンゲナー高地およびアンクマー高地が伸びている。町域南部のヘルステルとベーヴァーゲルンとの間に、トイトブルクの森の西端にあたるフックベルクが位置している。隣接するオーバーシュタインベックの南西に位置するケルバーベルクからイベンビューレナー山地（西のディッケンベルク、東のシャーフベルクを含む）が始まる。カルボンホルストでの石炭採掘により、イベンビューレン鉱山はホプステン住民の最大の雇用主である。
ホプステンをホプステナー・アー川が流れている。この川はライナー通りの西側で、大きなギーゲル・アー川と小さなホプステナー・アー川に分かれる。シャーラー・アー川は、町域北部の、まずハルフェルデ地区を流れるが、ここではハルフェルダー・アー川とも呼ばれる。下流のシャーレでヴィーヒホルツ・アー川と合流し、フレーレン付近で他の川と合流してグローセ・アー川を形成する。バールデルグラーベン川もこの町を流れており、ホプステン地区とハルフェルデ地区およびシャーレ地区との地区境をなしている。隣接するミュンスターラントやヴェーザー＝エムス＝ラント地方で通常用いられる土塁による区画は、ホプステンでも見られる。しかしそれは、ミュンスターラントの公園で見られるような小さな区画を分けるものではなく、より粗く農場の間に設けられている。

### 隣接する市町村
テックレンブルガー・ラントの隣接する市町村は、ヘルステル、レッケ、イベンビューレンである。また、ニーダーザクセン州エムスラント郡のフレーレン、シャーペン、オスナブリュック郡のフュルステナウ、ヴォルトラーゲと境を接している。ホプステンは、これら人口1万人以下の小さな町の下級中心自治体とみなされている。
基本的な必需品や定期的に必要なものの調達のために往来が多い最寄りの中級中心都市がイベンビューレンである。周辺の中級中心都市としては、他にリンゲン (エムス)やライネがある。ホプステンの上級中心都市は、テックレンブルガー・ラント全域と同じ、オスナブリュック市である。距離が離れており、交通の連絡が不便であることから、ミュンスターは上級中心都市としてあまり重要でない。

### 自治体の構成
現在の構成
| 地区         | 面積      | 人口（人） 2017年12月31日現在 |
| ------------ | --------- | ----------------------------- |
| ホプステン   | 48.70 km2 | 5301                          |
| ハルフェルデ | 17.17 km2 | 1,052                         |
| シャーレ     | 33.95 km2 | 1,248                         |
| 合計         | 99.82 km2 | 7,601                         |

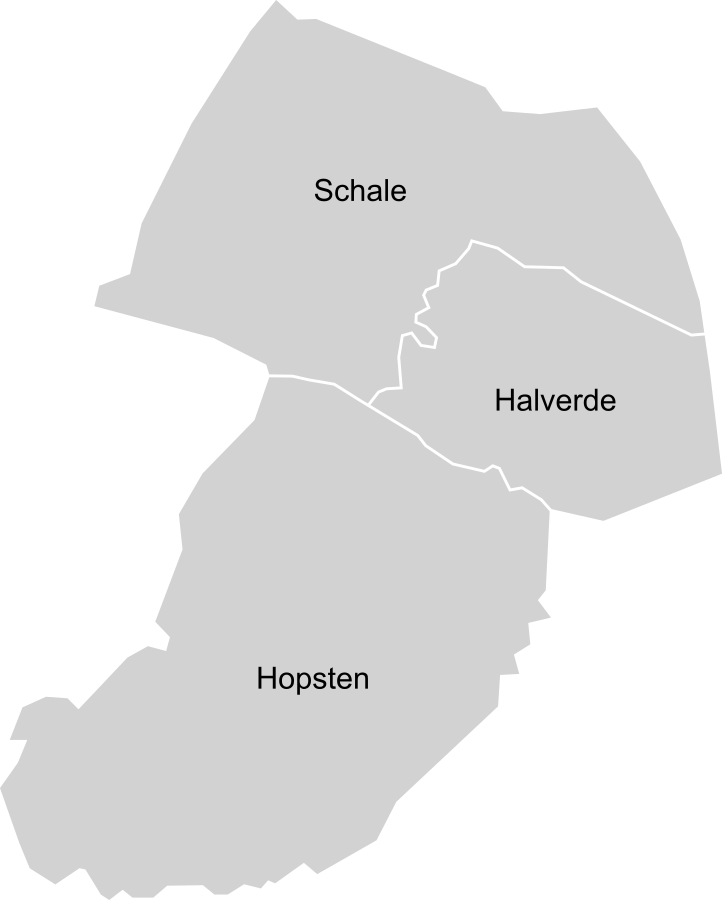
ホプステン地区図

かつてホプステンの農民集落であったオステンヴァルデは、現在ではホプステンではなく、ヘルステルに属している。1974年末までこの地域は、アムト・ホプステンに属す自治体であったハルフェルデ、ホプステン、シャーレを含んでいた。

## 住民

### 人口推移
| 年   | 人口（人） |
| ---- | ---------- |
| 1985 | 5,907      |
| 1990 | 6,059      |
| 1995 | 6,642      |
| 2000 | 7,587      |
| 2005 | 7,742      |
| 2010 | 7,585      |
| 2015 | 7,642      |

### 宗教
- カトリックの聖ゲオルク教会、ホプステン

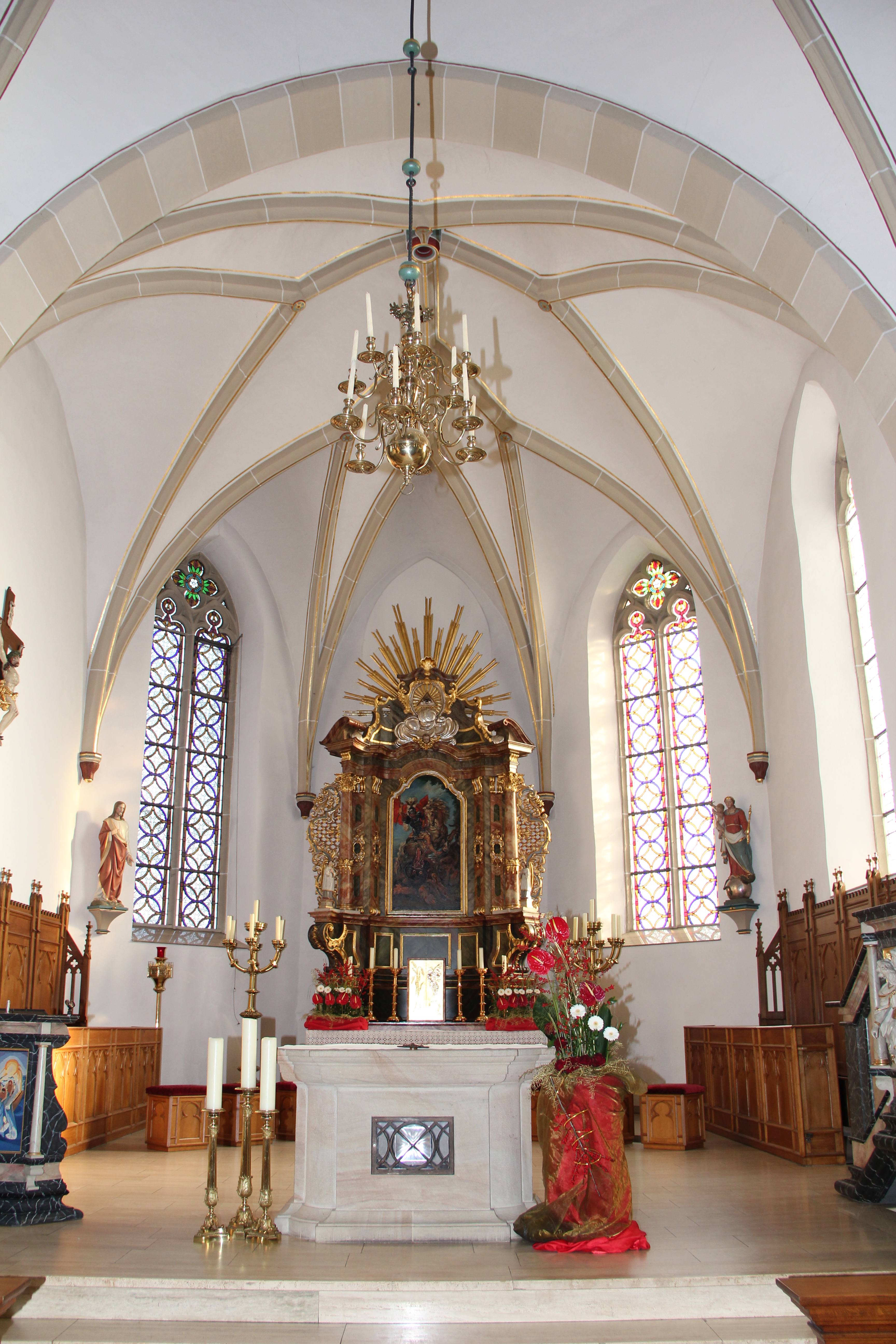
聖ゲオルク教会の内陣

- カトリックの聖ペーターおよびパウル教会、ハルフェルデ
- 福音主義教会レッケ＝ホプステン
- 福音主義教会シャーレ
- 聖アンネン礼拝堂ホプステン

## 歴史

### 先史時代から1400年まで
ホプステン周辺地域の定住は、石器時代および青銅器時代にまで遡る。この地域の最初の文献上の証拠は、890年に作成された。ルール河畔のヴェルデン修道院の徴税台帳に農民集落シュターデンの多くの農場が記載されている。最初の人々は、シュターデナー・エッシュ、リュッシェンドルファー・エッシュ、シュテルテシュの間の境界付近に入植した。南部農民集落ブライシェン、ベルネブリンク、アーの入植は、後になってやっと行われた。この地域は湿地地域であったため、丘陵の上 (Hop seten) のみが定住可能であったのである。
1236年にテックレンブルク伯オットー1世がオスナブリュックの高位フォークト権を獲得したことにより、キルヒシュピール・シャッペンとその付属地であるオステンヴァルトおよびシュターデナー・ヴァルトは、テックレンブルク伯領の一部となった。ホプステンという地名は、1265年のオスナブリュックの文書に初めて現れる。ここにはミニステリアーレのフレテリヒ・フォン・ホプゼーテンの発言が記載されている。1343年にホプステン村の礼拝堂が初めて文献に記録されており、テックレンブルク伯ニコラウス1世はこの礼拝堂に対するヴェルデン修道院長の守護権と聖職者推薦権を認めている。

### 1400年から1500年まで
ホプステンは14世紀末まで領主権上は、テックレンブルク伯領に属した。破滅的な戦争後、1400年10月25日にシュターデナー・ヴァルトとオステンヴァルトを含むキルヒシュピール・シャッペンの半分、すなわち現在のホプステンがミュンスター司教領に編入された。これは、テックレンブルク伯ニコラウス2世と隣接する強力な領邦であるミュンスター司教領およびオスナブリュック伯との長い紛争の結果であった。ホプステン地域にはすでに礼拝堂があったために、この集落は Kerspel to Hopseten、後にキルヒシュピール・ホプステンと呼ばれた。独自の教会区が成立するまでの約200年の間、ホプステン住民はシャッペン教区に属した。

### 1648年から1818年まで

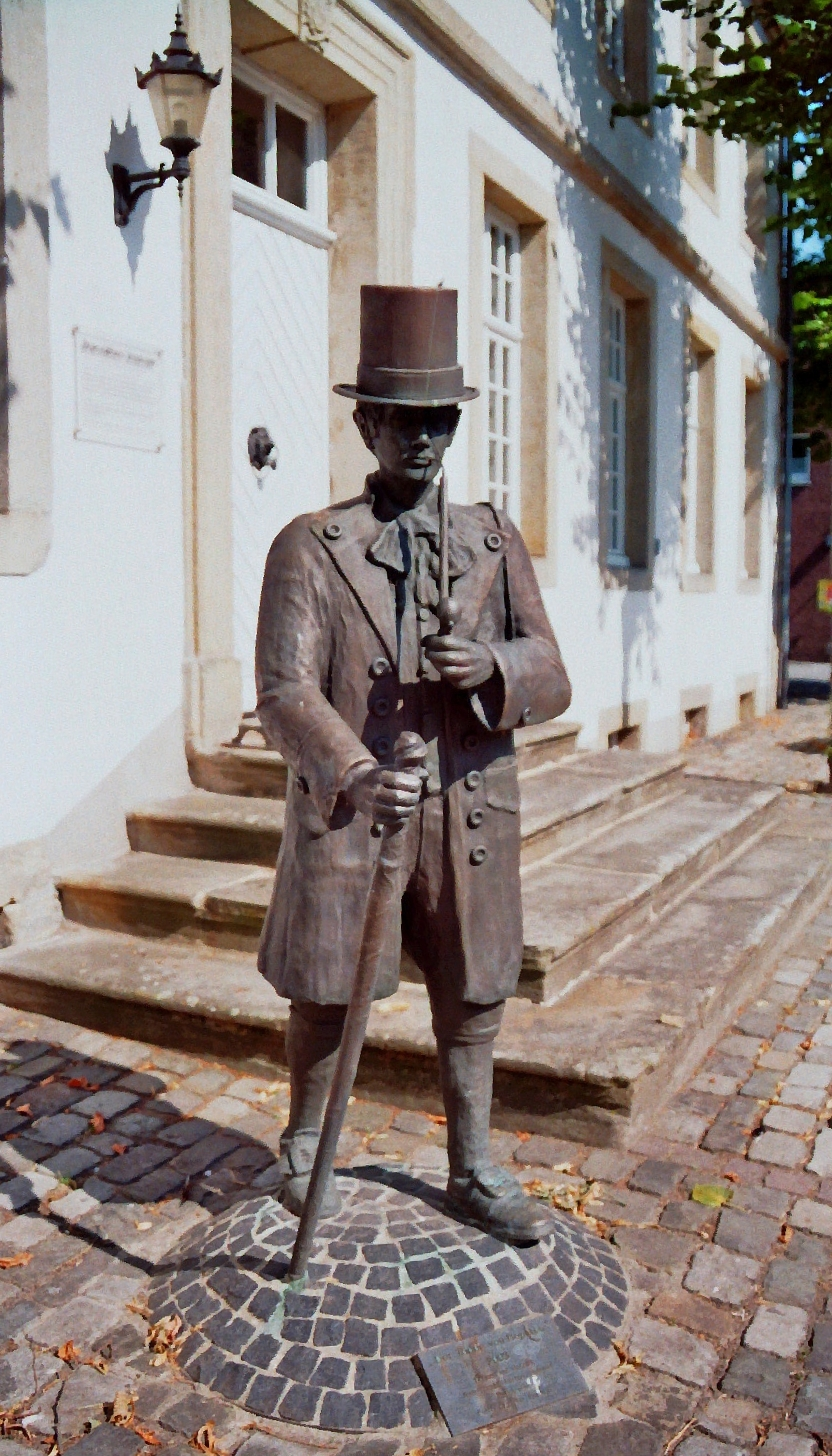
マルクト広場の「ホプステンのテッデ」像

ホプステンは「テッデンドルフ」と呼ばれる。テッデとは、三十年戦争後にホラントゲンガー（オランダへの出稼ぎ労働者）から発展し、18世紀に最盛期を迎えた行商人である。最初はオランダに、後には北欧やバルト地方に商品を提供していた。テッデン商業は、故郷に富をもたらした。これは現在も、贅沢にしつらえられた破風を持つテッデン商人の館、ブライシェンのアンナ礼拝堂、バロック様式の教区教会、6つの集落のいずれにも遺る数多くのビルトシュトック（路傍のキリスト像）や記念碑がこれを証明している。テッデン商人の館としてはニーラント館が最も有名である。1750年頃、ホプステンには約2,000人の住民がいたが、このうち200人以上が「旅をする」と書かれている。すなわち、交易によって金を稼ぐ人物であった。1803年にホプステンはプロイセン王国に併合されたが、ナポレオン統治後1816年のテックレンブルク郡の創設により、約400年ぶりにテックレンブルガー・ラントに帰還した。

### 1818年から1900年まで
1818年以後、行商が終焉したことで、ホプステンは再び純粋な農業の町に戻った。農民達は貧しくなった。この頃（1846年から1849年まで）「労働者と社会主義の司教」と呼ばれたヴィルヘルム・エマヌエル・フォン・ケッテラーがホプステンの司祭であった。彼は、1848年6月から1849年1月までフランクフルト国民議会の議員であった。9月蜂起で殺害された議員アウエルスヴァルトとリヒノフスキーの墓前での彼の演説がこの農民聖職者を有名にした。彼は1849年にベルリンの聖ヘドヴィヒ大聖堂に異動となった。彼は後にマインツ司教となった。

### 1900年から現代

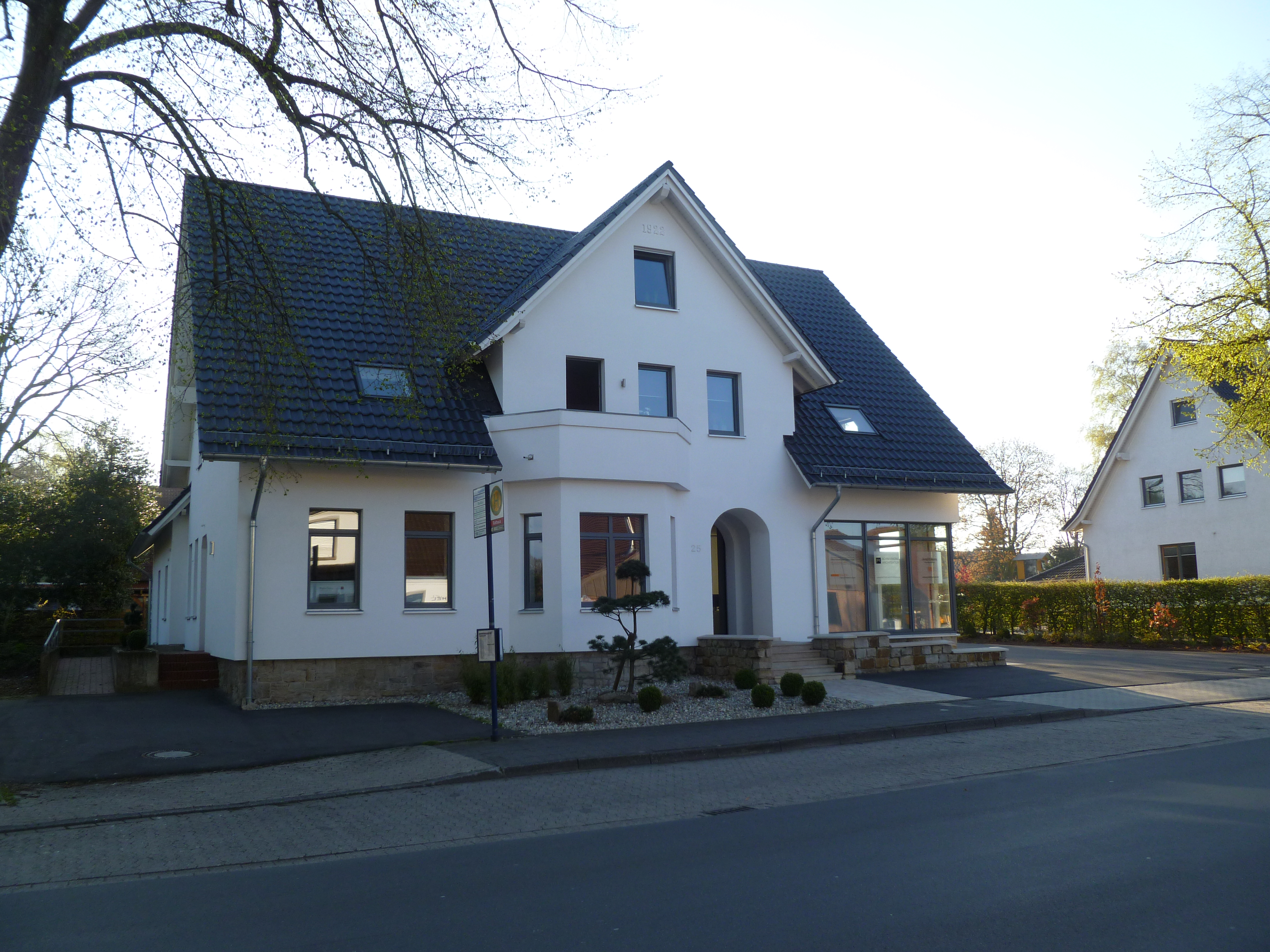
ブンター通り25番地のホプステン旧町役場

アムト・ホプステンは1917年にアムト・シャーレ/ハルフェルデとともにホプステンに合併した。町は共同で自治体運営を行ったが、当初は独立して存在していた。アムトの行政機関は、1922年に町役場が建設されるまでは、後に郵便局となるデカー家に暫定的に入居した。この建物はブンター通り25番地にあり、現在は住居兼オフィスとして用いられている。町役場は、1960年代にアムト行政には手狭となった。そこでブンター通り35番地に新しい行政機関が建設された。旧町役場は、2010年に売却されるまで、一時的にドイツ赤十字や住居として利用された。
アムト・ホプステンは1975年1月1日に地域再編に伴って廃止された。それまでアムト・ホプステンに属していたが独立していた自治体ホプステン、シャーレ、ハルフェルデも、大きな自治体ホプステンとして統合された。シャーレおよびハルフェルデの独立を解消する行政技術的な変更は、3つの地区のいずれにおいても理解を得られなかった。
ドイツ史上最悪のバス事故の1つが2007年6月18日にこの町にショックを与えた。この町の農業協会の会員をドレスデンへ運ぶバスが、連邦アウトバーン A14号線のケネルン付近で事故を起こしたのである。これにより13人が死亡し、36人が負傷した。2007年6月19日に聖ゲオルク教区教会で行われた追悼式には、この町の多くの住民の他にノルトライン＝ヴェストファーレン州首相ユルゲン・リュットガース、この地域出身のノルトライン＝ヴェストファーレン州労働大臣カール＝ヨーゼフ・ラウマンが参列した。

### 行政体
1400年から1809年まで、キルヒシュピール・ホプステンとして
- 1400年 - 1803年 ゲリヒト・ベーファーゲルン
- 1804年1月1日 - 1806年　ゲリヒト・ベファーベルン、ミュンスターシャー・クライス
- 1806年6月1日 - 1809年　ゲリヒト・ベファーゲルン、ベファーゲルンシャー・クライス

1809年以降アムト・ホプステンとして
- 1809年5月20日 - 1813年　メリー・ホプステン（フランス）
- 1813年11月18日 - 1844年　ビュルガーマイステライ・ホプステン
- 1844年1月4日 - 1851年　アムト・ホプステン
- 1851年5月19日 - 1856年　ザムトゲマインデ・ホプステン
- 1856年3月20日 - 1974年　アムト・ホプステン
- 1975年1月1日 - ゲマインデ・ホプステン

## 行政

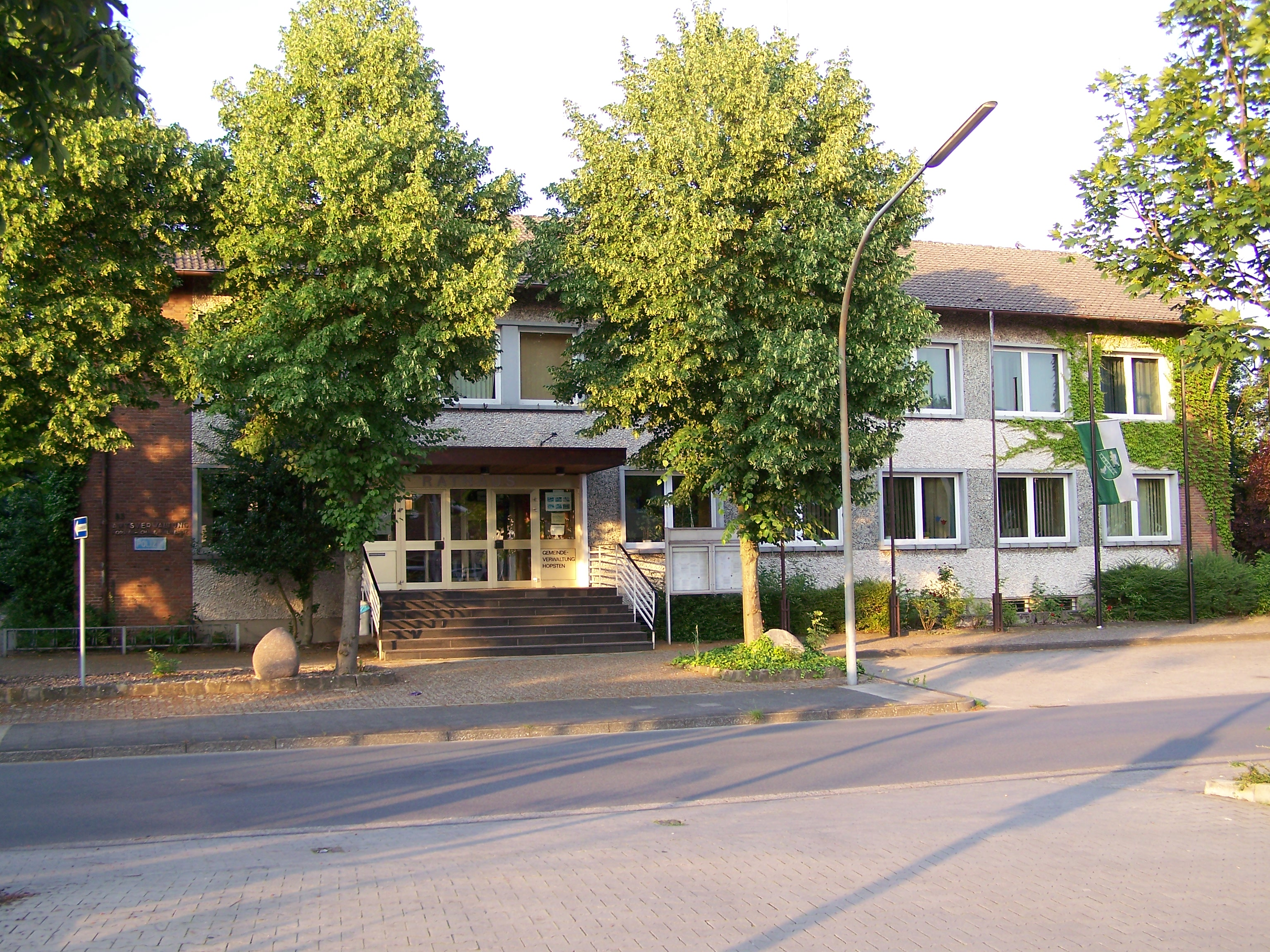
ホプステンの町役場

### 議会
ホプステンの町議会は、22議席で構成されている。

### 首長
1975年の自治体再編後の町長を以下に列記する。
- 1975年 フランツ・フェルトマン（CDU、任期中に逝去）
- 1975年 - 1989年　ローベルト・ヤスパー (CDU)
- 1989年 - 1999年　アニー・ティーケ (CDU)
- 1999年 - ヴィンフリート・ポールマン (SPD)

### 紋章
この町の紋章には、ホプステンのテッデン（行商人）とハルフェルデの雄クロライチョウが描かれ、シャーレのヤコブの梯子で分けられている。
図柄: 緑地に、銀色のハシゴが斜めに配され、画面が分割されている。向かって左は左向き（向かって右向き）の銀色の雄クロライチョウ、向かって右は右向き（向かって左向き）に歩く銀色の男。男はフロックコート、半ズボン、帽子、留め金付きの黒い短靴を身につけており、背には銀の背負い籠、右手に銀の杖、左手に銀のパイプを持っている。
これはホプステンのテッデンの典型的な服装を描いている。現在でも公的な町の行事ではこの伝統的な衣装を身につけることがある。

### 姉妹自治体
ホプステンは、2つの町と姉妹自治体関係を結んでいる。
- ノヴ（フランス語版、英語版）（フランス、ブーシュ＝デュ＝ローヌ県）1987年
- リーヒェン（ドイツ語版、英語版）（ドイツ、ブランデンブルク州）1991年

## 文化と見所

### 建築

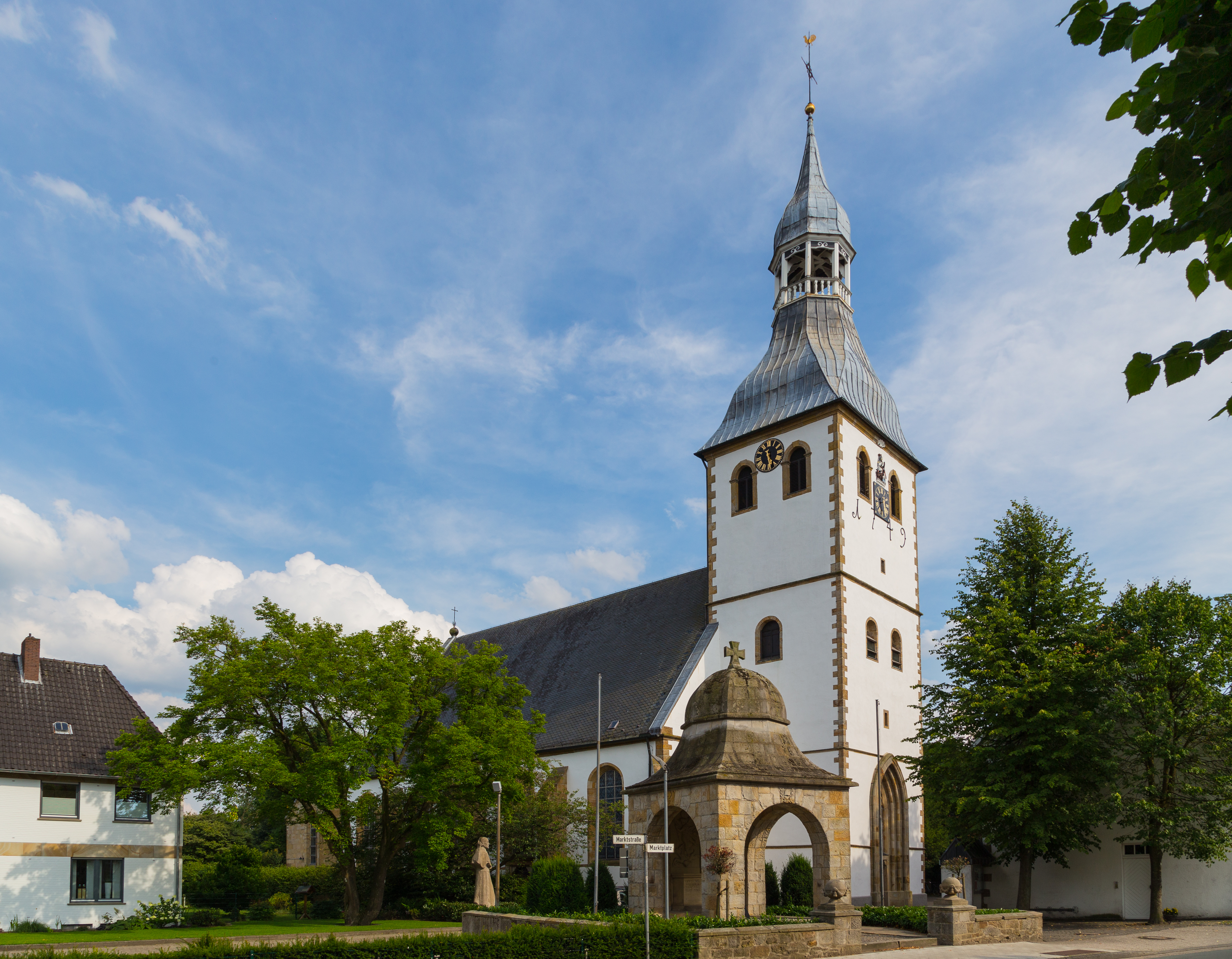
聖ゲオルク教区教会

#### 聖ゲオルク教区教会
ホプステンの聖ゲオルク教会はバロック様式で建設された三廊式教会である。ホプステンで最初の礼拝堂は1343年にテックレンブルク伯ニコラウスの文書に記述されている。当時、この礼拝堂はシャーペン教区に属していた。この礼拝堂の規模は判っていない。遅くとも16世紀初めに、現在の場所に教会が建設された。この教会は、現在の教会の半分の高さの単廊式ゴシック教会であった。この教会の一部が現在も教会内に見られる。ホプステンの教会は1538年にシャーペンの司祭によって閉鎖された。シャーペンでの宗教改革の始まりに伴い、ホプステンの教会は遅くとも1541年に最終的に閉鎖された。テッデン交易でホプステンが裕福になり、1732年から1734年に小さな教会の上に現在のバロック様式三廊式のハレンキルヒェが建設された。1749年に教会塔が嵩上げされ、バロック様式のボンネット型屋根が取り付けられた。1867年に教会から、時代の流行に合わなくなっていたバロック部分が撤去された。これはミュンスター司教の主導で行われた。これに伴いネオゴシック様式の内陣が増築された。調度もネオゴシック様式のものに置き換えられた。こうした変更は1955年の改築時に戻された。1981年から1982年にこの教会の内装および外装が完全に改修された。

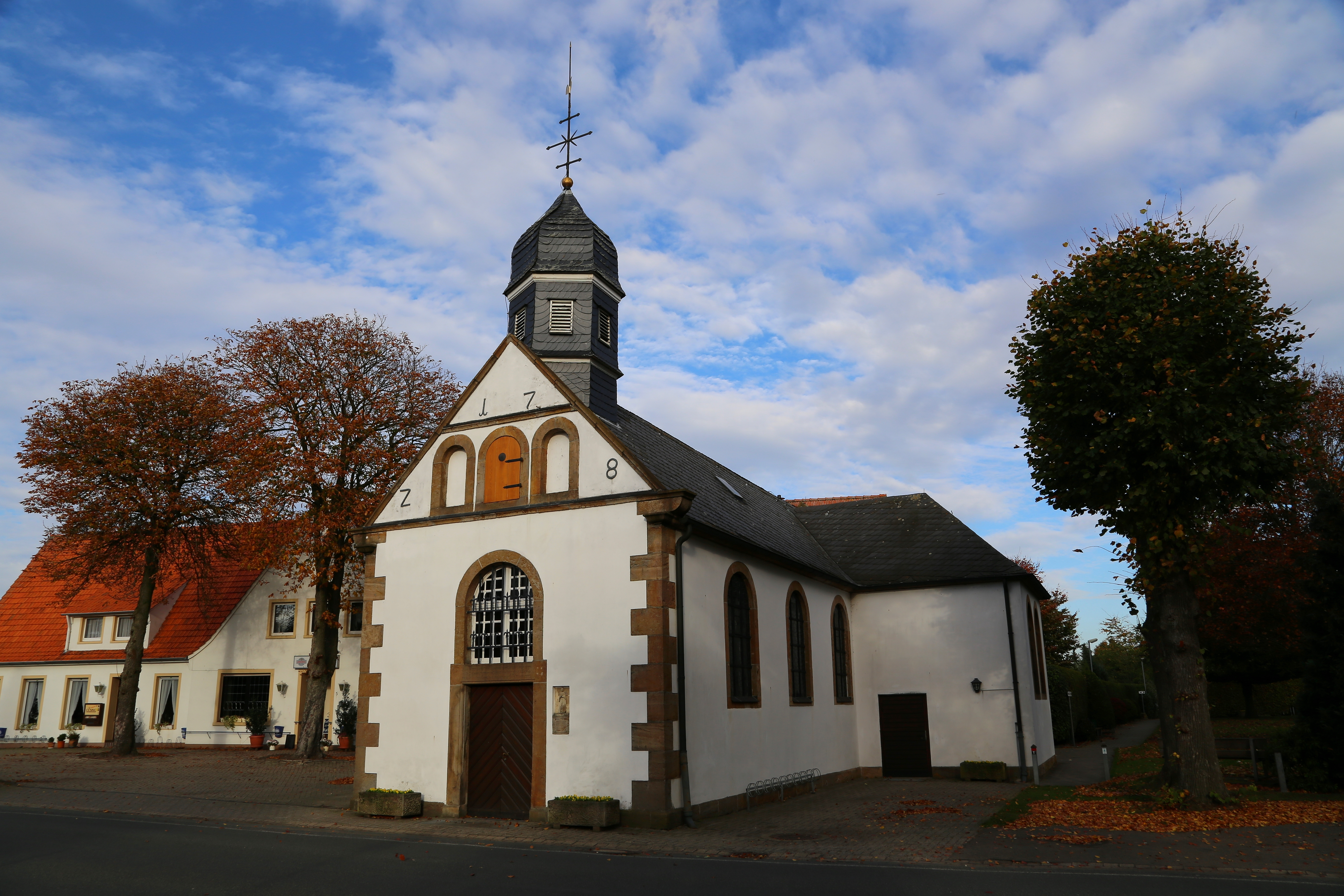
聖アンナ礼拝堂

#### 聖アンナ巡礼礼拝堂
聖アンナ礼拝堂は、ホプステンのブライシェン集落に位置するミュンスター司教区の巡礼地である。この礼拝堂は1694年に建設され、巡礼者の波を収容できなくなるたびに何度も拡張された。この礼拝堂は、ヨハンとディートリヒのテーケン兄弟の主導によって建設された。この2人のテッデンは、取引のための船旅の途中で悪天候に遭った。この時彼らは聖アンナ像の栄誉のための礼拝堂建設を誓い、悪天候を切り抜けることができた。この聖アンナ像は1677年、オークの木が礼拝堂に落下した際、盗み出された。この像は何年もの間、隣の農家の天井裏にあったと言われている。突然この家の窓が破られ、この狼藉が祭になったと歴史は物語っている。この礼拝堂の集落には現在、巡礼広場と、公園を併設した十字架の道行きが設けられている。

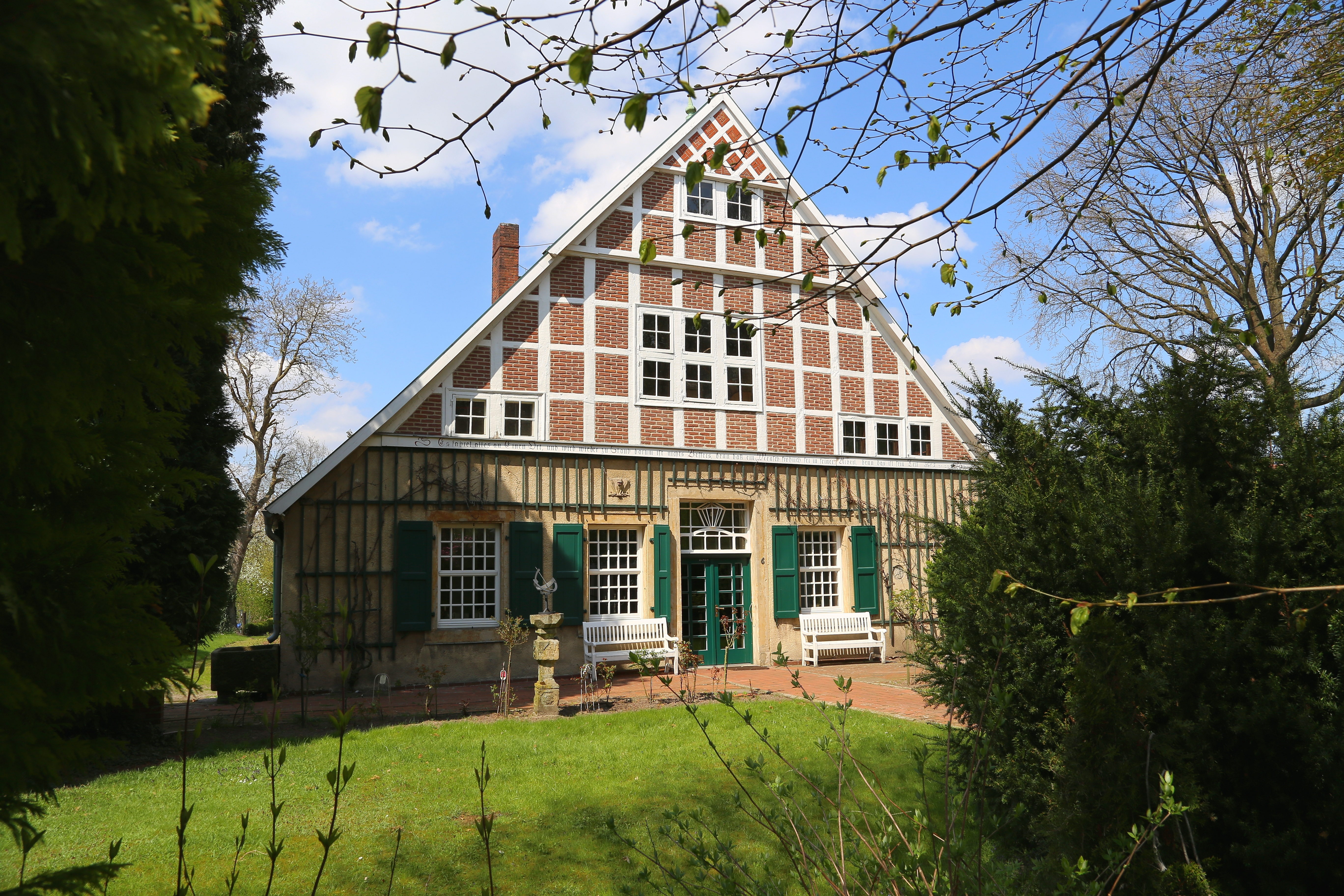
ニーラント邸

#### ニーラント邸
ポッゲ城とも呼ばれるニーラント邸は、ホプステンに現存する最古級の建物の1つである。この家屋の建造年は不明である。最も古い証拠は1734年の日付である。しかしこれは、後から増築された側翼に記されている。建築史家のヴィルヘルム・フェルスフォーフェンによればこの建物の起源はカロリング朝の時代にまで遡る。この建物は、水城、農家、さらには司祭館として用いられた。裕福なテッデのヘルマン・ポッゲマン（1680年生まれ）は、この建物を城砦のように改築した。彼は側廊を造り、この建物を拡張した。ここには、簡素な見張り塔が家屋に組み込まれている。
テッデン交易が衰退した後、この家屋はニーラント家の所有となり、現在もその名で呼ばれている。ニーラント家と血縁あるいは縁戚関係にある2人の詩人ヴィルヘルム・フェルスホーフェンとヨーゼフ・ヴィンクラーは1912年に「Bund der Werkleute auf Haus Nyland」（直訳: ニーラント家の使用人同盟）を結成した。彼らは、ときおり、この家の花のサロンで酒宴を催した。この同盟に所属した他の詩人には、ハインリヒ・レルシュ、ヤーコプ・クナイプ、カール・ベーガー、ゲルリット・エンゲルケ、カール・マリア・ヴェーバーがいる。この芸術家同盟は1925年まで存続した。1950年代にフェアホーフェンの友人であった当時の経済大臣ルートヴィヒ・エアハルトがこの家を訪れている。現在この家は博物館となっており、テッデン時代や詩人同盟を活写している。

### 自然文化財

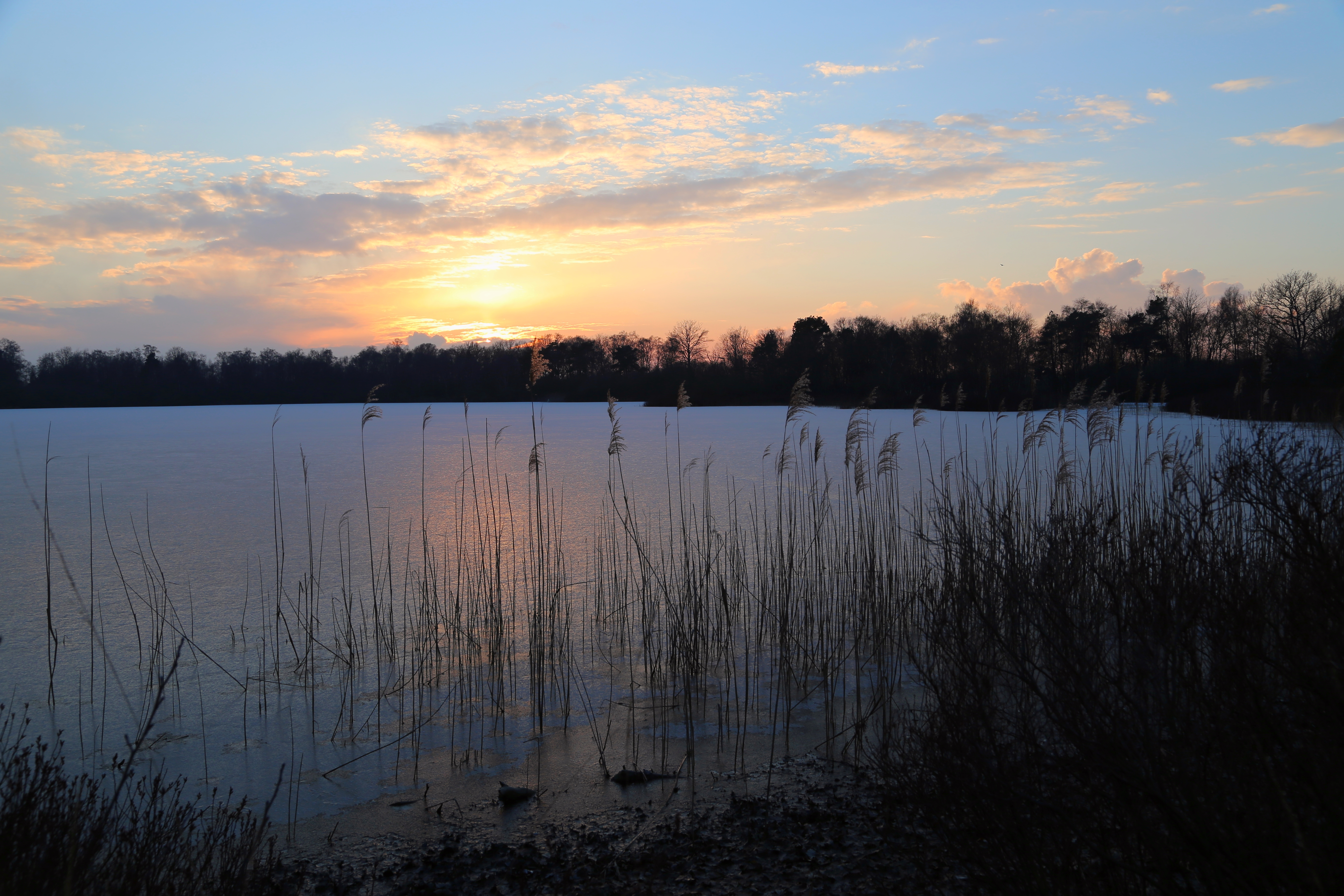
エルトファル湖

#### ハイリゲス・メーア
ハイリゲス・メーア＝ホイペン自然保護区はホプステン町内で最も有名な自然保護区である。この自然保護区は中核地区の南 5 km のイベンビューレンへの街道沿いにある。この自然保護区は、レッケ部分を含めて合計 260 ha の自然保護地区面積を持つ。この地区は荒れ地からハンノキの森を経て沼地にまで広がっている。この自然保護区の主要なアトラクションが大ハイリゲ湖、小ハイリゲ湖、エルトファル湖、ハイデ池である。これらはハイデ池を除いて土地の漏斗状陥没によって形成された。

#### ブロックメラーのオーク
レッケヘ向かう街道沿いの町境直前、ブロックメラー集落の農場に、地元の人が「ブロックメラース・ディッケ・アイヒェ」（ブロックメラーの太いオーク）と呼ぶ木がある。この木はすでに何度も調査が行われており、1904年の時点で樹齢700年と推定されている。当時すでに、高さ 25 m の樹冠の直径は 27 m あった。幹周りは 7.5 m であった。この木は1926年から重要な樹木リストに掲載されている。2014年現在の胸の高さの幹周りは 8.71 m である。

#### ホプステンのイチイ
ホプステンの中心部に大変に古い4本のイチイの木がある。これらの木のうち1本が、1500年にはすでに宿屋を営んでいたヴィトハーケ家の庭にあり、その樹齢は600年と推定されている。1926年にこれらの木が貴重な樹木リストに登録された際、高さは 12 m、樹冠の直径は 12 m、幹周りは 1.88 m であった。
この他のイチイの木はマルクト通り沿いの家屋の間に1本、教会沿いに2本ある。樹齢は600年程度と推定されており、1400年にホプステンが自治権を獲得した頃に植えられたものである。

#### コフィトゥーテン
コフィトゥーテンはシャーレ地区の無傷の高層湿原である。これはノルトライン＝ヴェストファーレン州では数少ない無傷の高層湿原の1つであり、シュタインフルト郡では唯一の存在である。
- ブロックメラーのディッケ・アイヒェ
- マルクト通りのイチイの木
- シャーレのコフィトゥーテン

### 年中行事
- ヘルフェルトの射撃祭　7月の第3週末
- ホプステンのキルメス　10月の第1週末

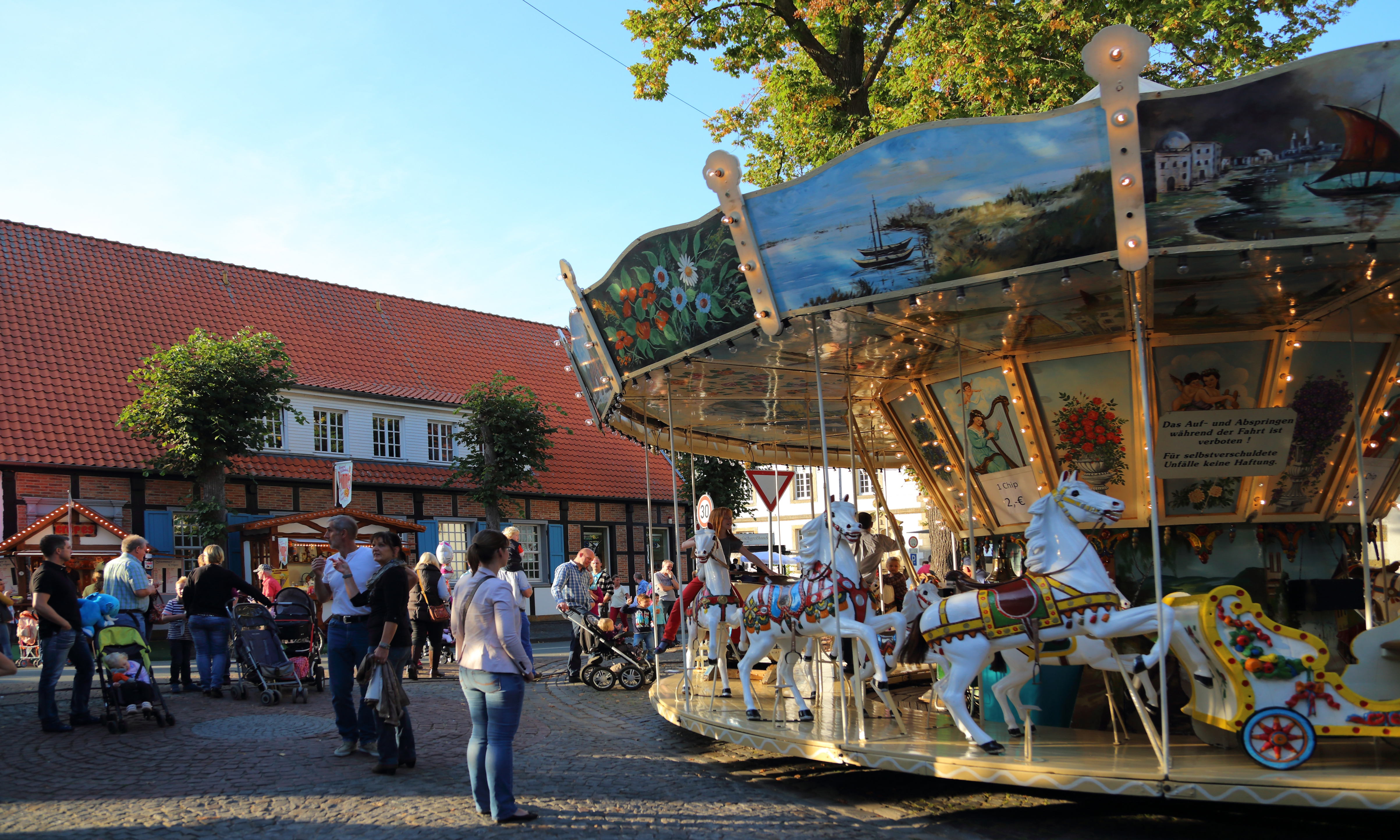
ホプステンのキルメス（2014年）

- ホプステンのクリスマスマーケット　第4アドヴェントの日曜日

#### ハルフェルデのバルーン＝フェスティバル
ハルフェルデのバルーン＝フェスティバルは2年ごとの9月に開催される。木曜日から日曜日まで25機の熱気球がハルフェルデ西スポーツ広場に集まる。2012年に第4回のフェスティバルが開催された。特別なハイライトが、ナイト・グロウと薄明の早朝スタートである。

#### 聖アンナ週間
聖アンナ週間は、毎年8月に宗教週間として開催される。毎年異なるテーマの下で開催され、日曜日の聖ゲオルク教区教会からブライシェンのアンナ礼拝堂へのパレードを行い、その礼拝堂での1,000人以上が参加する閉幕の礼拝で幕を閉じる。アンナ週間は毎年1,000人以上の訪問客をミュンスターラント、エムスラント、ルール地方から惹きつけている。

## 経済と社会資本

### 交通

#### 公共旅客近郊交通
ニーダーザクセン州に近いことから、ホプステンはミュンスター地方交通とエムスラント南交通会社のバスが公共旅客近郊交通として利用できる。ホプステンからレッケヘのオンデマンドバスがあり、レッケでオスナブリュック行きのバスに接続する。東に位置するレッケのオーバーシュタインベック地区と南のヘルステル地区オステンヴァルデ集落を、貨物路線テックレンブルク北線が通っている。ホプステンの西部町域を廃線になったデュースブルク - クヴァーケンブリュック線が通っていた。この町は鉄道の近郊旅客交通に直に接続していない。

#### 道路

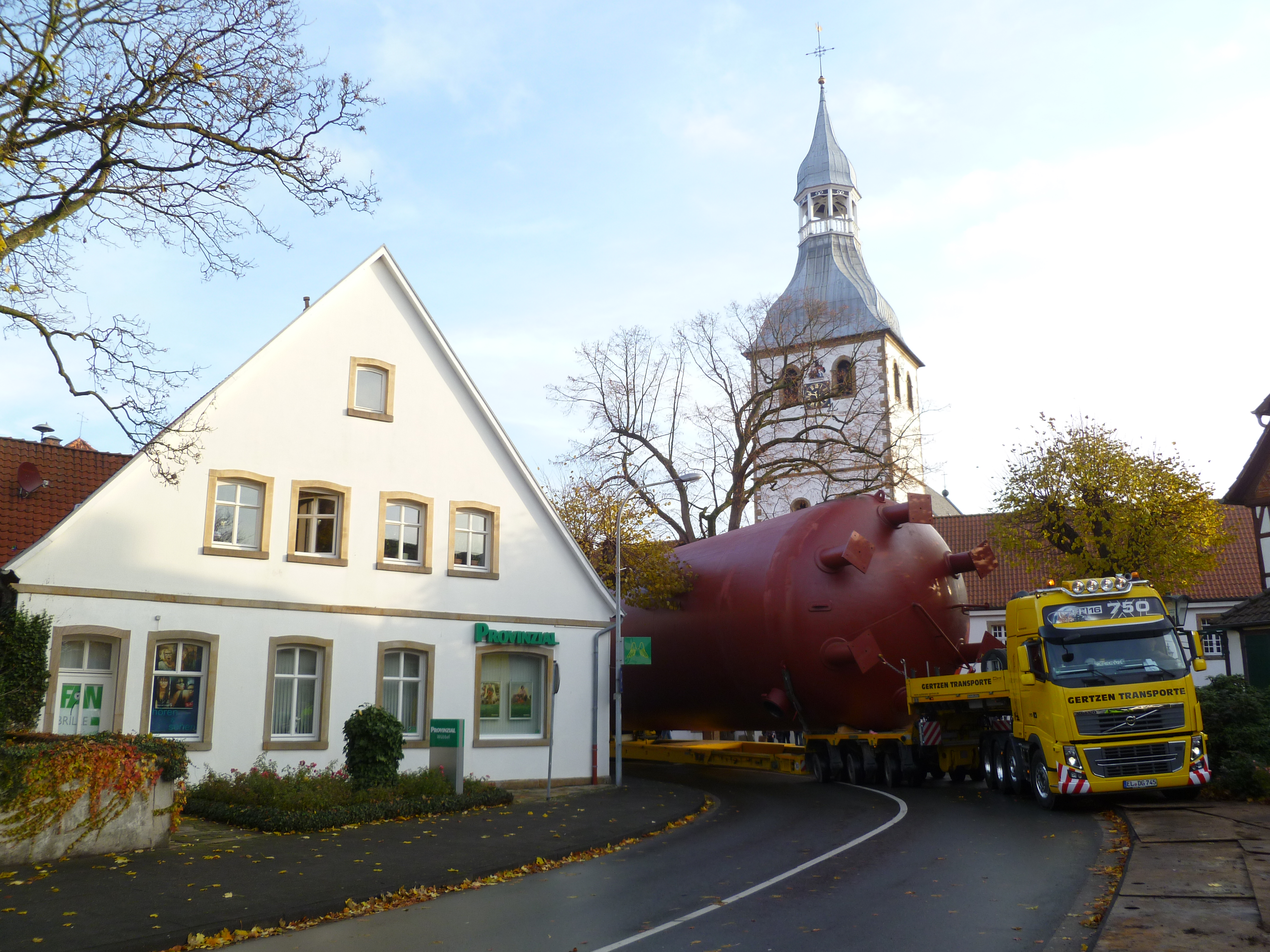
ホプステンのマルクト広場を通る重量物輸送車

ホプステンの南、ヘルステル地区付近を連邦アウトバーン A30 号線が通っている。この道路を利用して、ホプステンは欧州広域道路網からわずか 10 km の場所に位置している。
ホプステンにあるボイラー製造業者ヨーゼフ・ヤスパーのために、重量物輸送車がしばしば狭い歴史的旧市街を通っている。このため、興味のある人々を周辺地域から集まり、多くの場合ほとんど祭のような状態になる。マルクト通りやケッテラー通りの照明や道路標識は重量物輸送車に対応しているか、簡単に解体できるようになっている。
ホプステンの企業に加えて、隣町であるシャーペンの別の企業も、しばしばホプステン経由で輸送を行うため、ホプステンの2つのロータリーは特に重量物輸送用に設計されている。

#### 船舶
隣接するオーバーシュタインベックにはミッテルラント運河も通っている。これを利用して、町域の近くまで大量の貨物を運ぶことができる。

#### 航空
最寄りの旅客空港は、グレーヴェンのミュンスター/オスナブリュック空港である。この町にある飛行場は、かつての軍用飛行場である。

#### 通勤
ホプステンは典型的な通勤者の町で、この町からの通勤者は、この町への通勤者に比べかなり多い。2017年時点のこの町からの通勤者数は 3,030人、この町への通勤者数は 1,198人である。ホプステンの住民にとって重要な職場は、イベンビューレン、ライネ、レッケである。通勤者の他に、この町に住む 1,288人が町内で働いている。この町で働く社会保険支払い義務のある就労者数は 2,486人である。イベンビューレン鉱山の閉山に伴う解体によりこの数はほとんど減少していないが、その影響は今後の調査で明らかになるであろう。

#### モーダル・スプリット
モーダル・スプリットとは、ホプステンの町の旅客交通における輸送手段の選択の割合（シェア）を表すものである。メッティンゲン、レッケ、ホプステンは似たような構造であるため、一緒に研究されている。
| 交通手段 | 徒歩 | 自転車 | 公共交通機関 | 自家用車 | 年   |
| -------- | ---- | ------ | ------------ | -------- | ---- |
| 比率     | 8 %  | 23 %   | 4 %          | 64 %     | 2011 |

### 地元企業

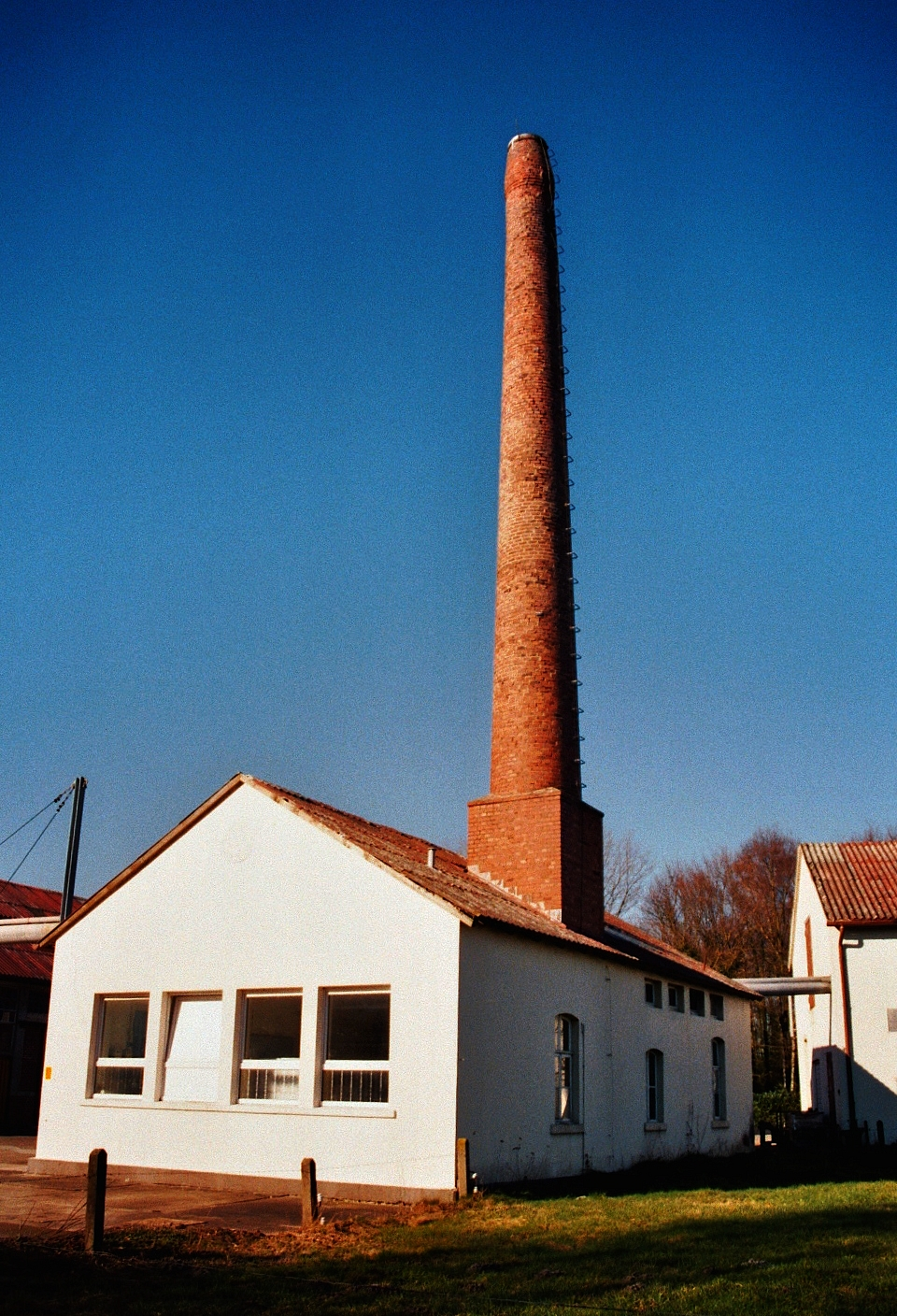
G&W ヤスパース

ホプステンには、金属加工業者がいくつか存在する。すべての企業の中で最も重要なのがロウソク製造業者 G&W ヤスパースである。この会社は主に教会での儀礼用のロウソクを製造しているが、その他の用途のものも製造している。1864年のハインリヒ・ヤスパースによる設立は、マインツの社会派司教ヴィルヘルム・エマヌエル・フォン・ケッテラーの主導に起因する。

### メディア
- イベンビューレナー・フォルクスツァイトゥング
- 週刊（日曜刊行）のオスナブリュッカー・ゾンタークスツァイトゥング

### 教育
- ホプステン
  - 聖フランツィスクス基礎課程学校
  - 聖ゲオルク本課程学校
  - ケッテラー実科学校

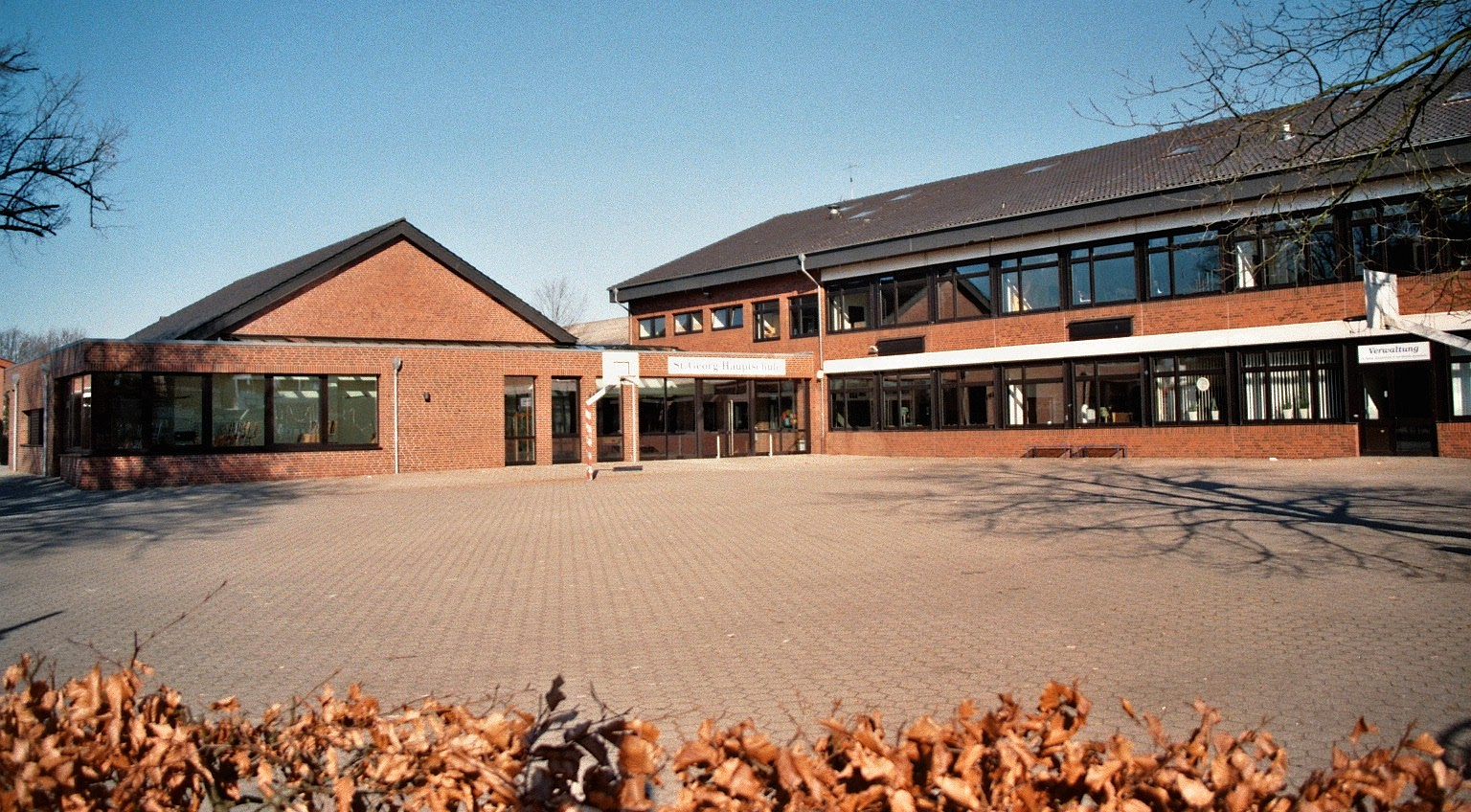
ホプステン学校センターの本課程学校

  - ヒューベルツシェ・シューレ、州認定の私立学校でギムナジウム上級課程を含む
- シャーレ
  - 福音主義基礎課程学校シャーレ
- ハルフェルデ
  - マリエン基礎課程学校ハルフェルデ

## 人物

### 出身者
- オイティーミア・ユフィング（ドイツ語版、英語版）（1914年 - 1955年）亜聖
- フランツ＝ヨーゼフ・ケンパー（ドイツ語版、英語版）（1945年 - ）陸上競技選手

### ゆかりの人物
- ヴィルヘルム・エマヌエル・フォン・ケッテラー（ドイツ語版、英語版） 「社会派司教」、中央党の政治家。1846年から1848年までホプステンの司祭を務めた。

## 関連図書
- Josef Winckler (1993). Pumpernickel. Schicksale und Gestalten um Haus Nyland. Emsdetten: Lechte. p. 452. ISBN 978-3-7849-1166-3
- Georg Hagemeier; Alfons Tepe (1987). Hopsten in Bildern. Ibbenbüren: Ibbenbürener Volkszeitung. p. 104. ISBN 978-3-921290-28-6
- Gertrud Althoff (2003). Uns bleibt nur zu gedenken. Geschichte der jüdischen Hopstener. Rheine: Gertrud Althoff. p. 50
- Heinrich Hopster (1974). Hopsten. Geschichte und Gegenwart. Hopsten: Gemeinde Hopsten. p. 136
- Hopsten in alten Ansichten. Zaltbommel/Niederlande: Europäische Bibliothek. (1997). p. 76. ISBN 90-288-6409-1
- Christa Tepe. Hopsten – Ein Dorf an der Grenze

これらの文献は、翻訳元であるドイツ語版の参考文献として挙げられていたものであり、日本語版作成に際し直接参照してはおりません。